# روبرت ووكر (مجدف)
روبرت ووكر (بالإنجليزية: Robert Walker)‏ هو مجدف أسترالي، ولد في 30 ديسمبر 1973.

## وصلات خارجية
- روبرت ووكر على موقع الاتحاد الدولي للتجديف (الإنجليزية)
- روبرت ووكر على موقع اللجنة الأولمبية الدولية (الإنجليزية)
- روبرت ووكر على موقع أوليمبيديا (الإنجليزية)